# Meilendorf
Meilendorf is een plaats en voormalige gemeente in de Duitse deelstaat Saksen-Anhalt, en maakt deel uit van de Landkreis Anhalt-Bitterfeld.
Meilendorf telt 256 inwoners.
In het jaar 1160 werd Meilendorf als Milice voor het eerst in een document genoemd.
De Kreuzkirche uit 1879 in Meilendorf werd beschadigd in de Tweede Wereldoorlog en moet ingrijpend worden gerenoveerd.

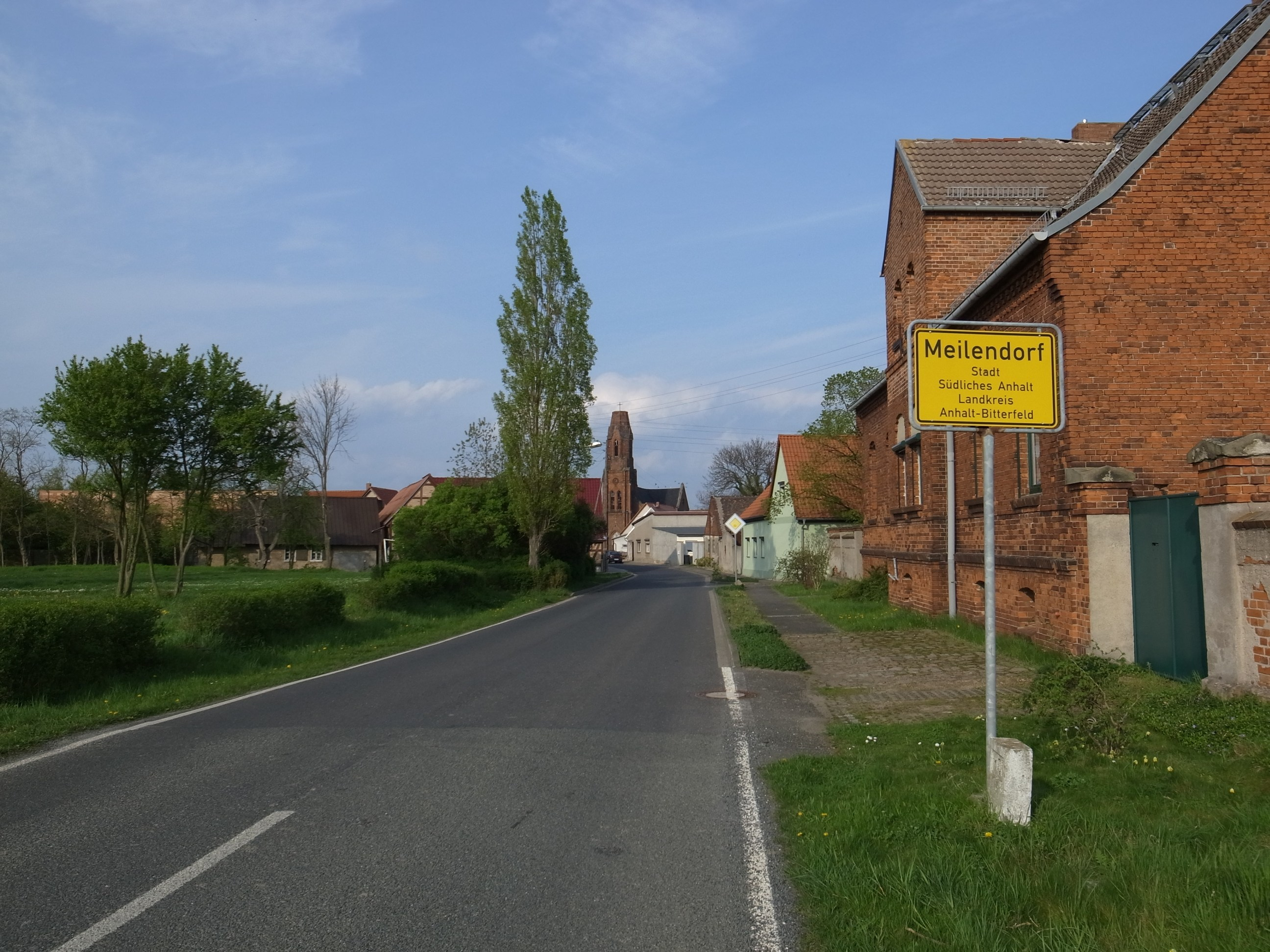
Dorpsingang
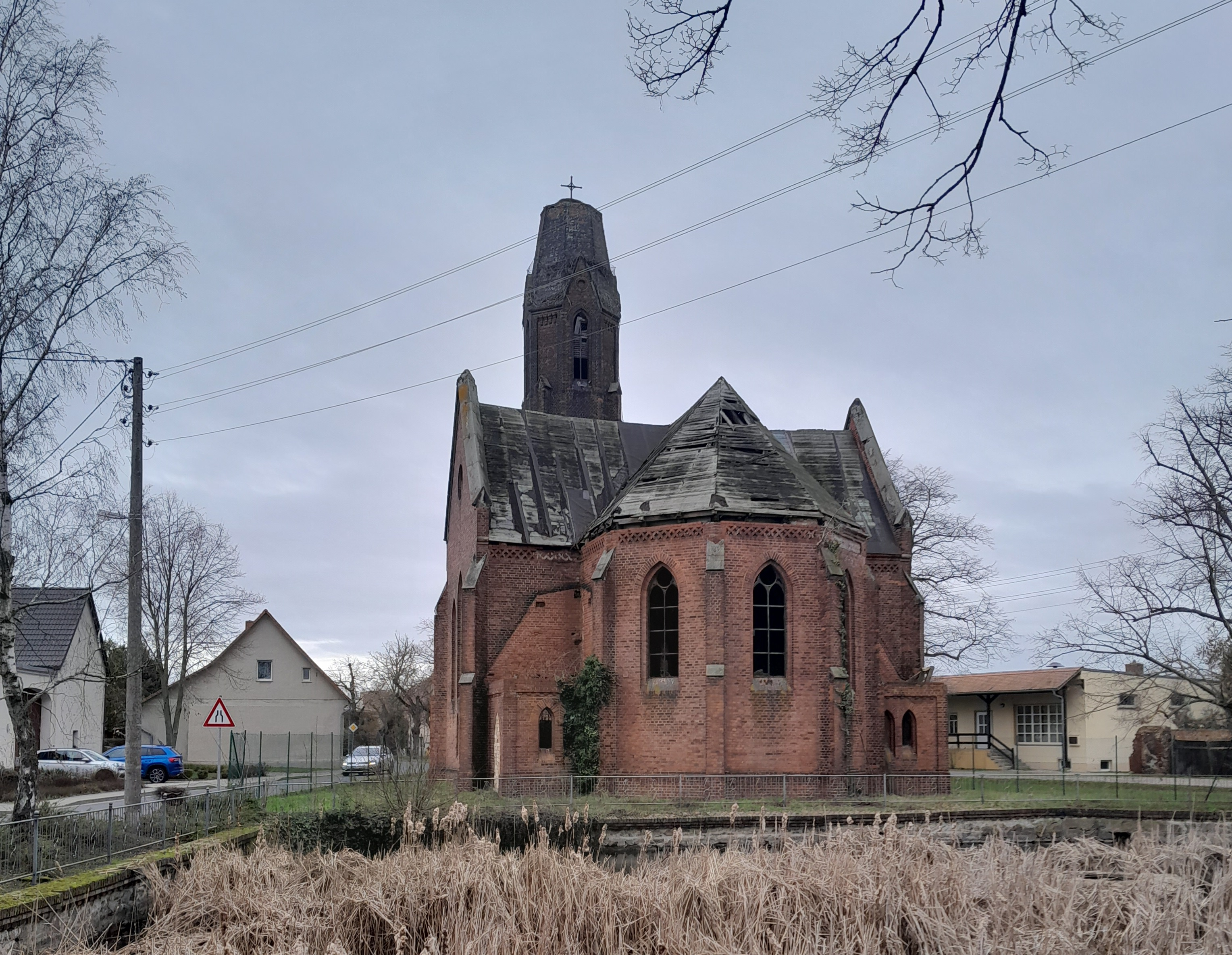
Kruiskerk uit 1879 vanuit het oosten in 2023
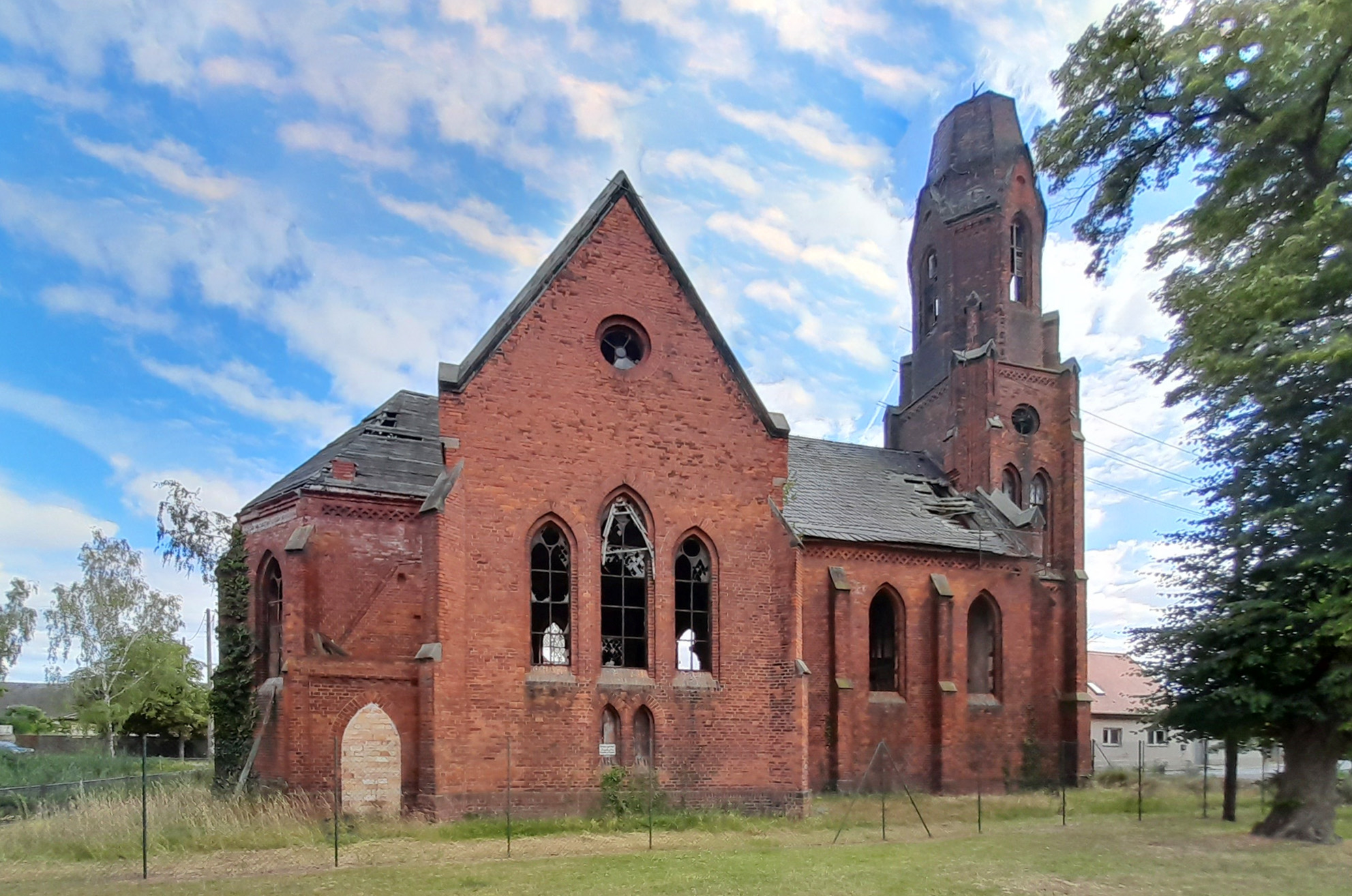
Kruiskerk uit 1879 vanuit het noorden in 2022
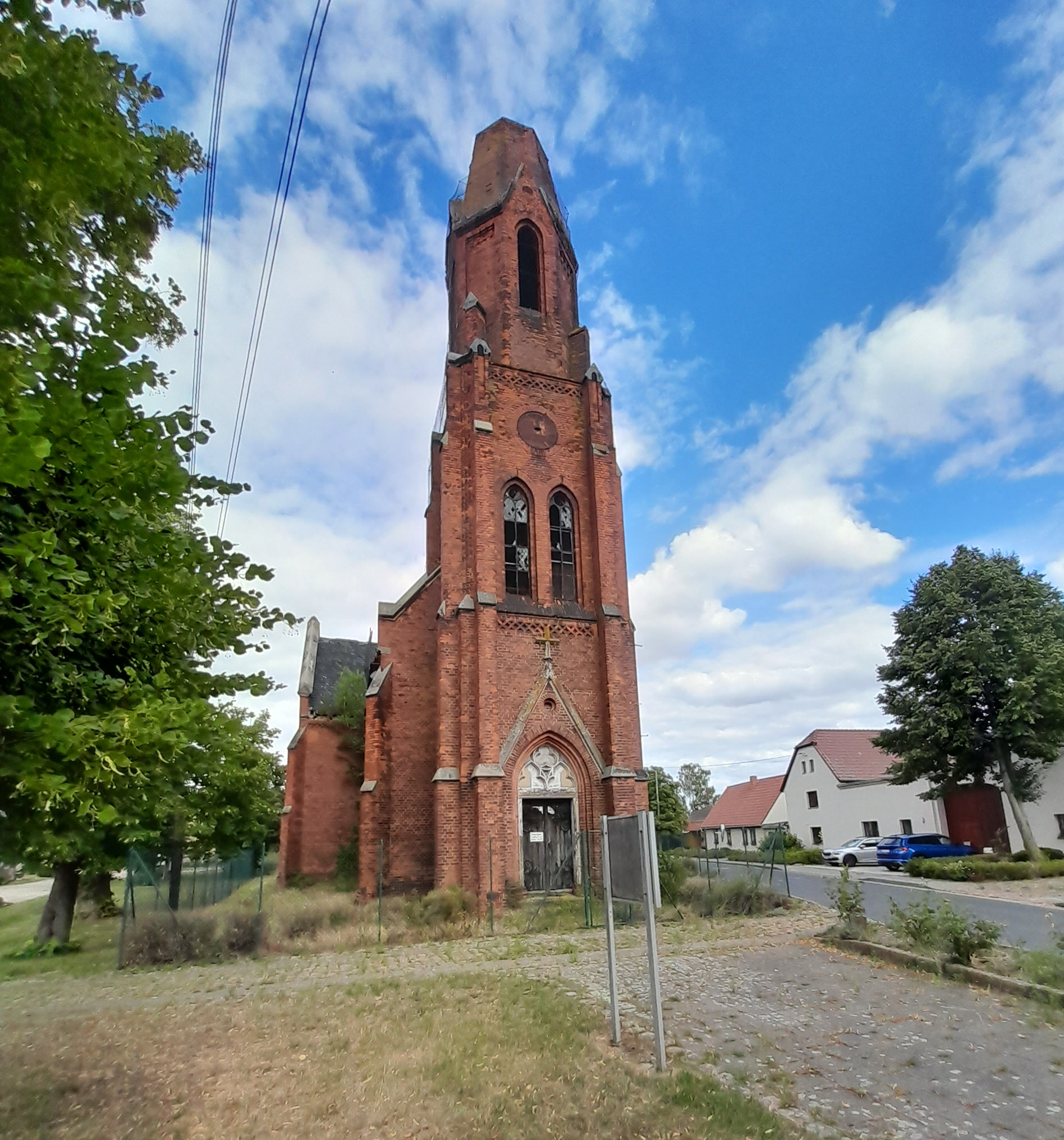
Kruiskerk uit 1879 vanuit het westen in 2022
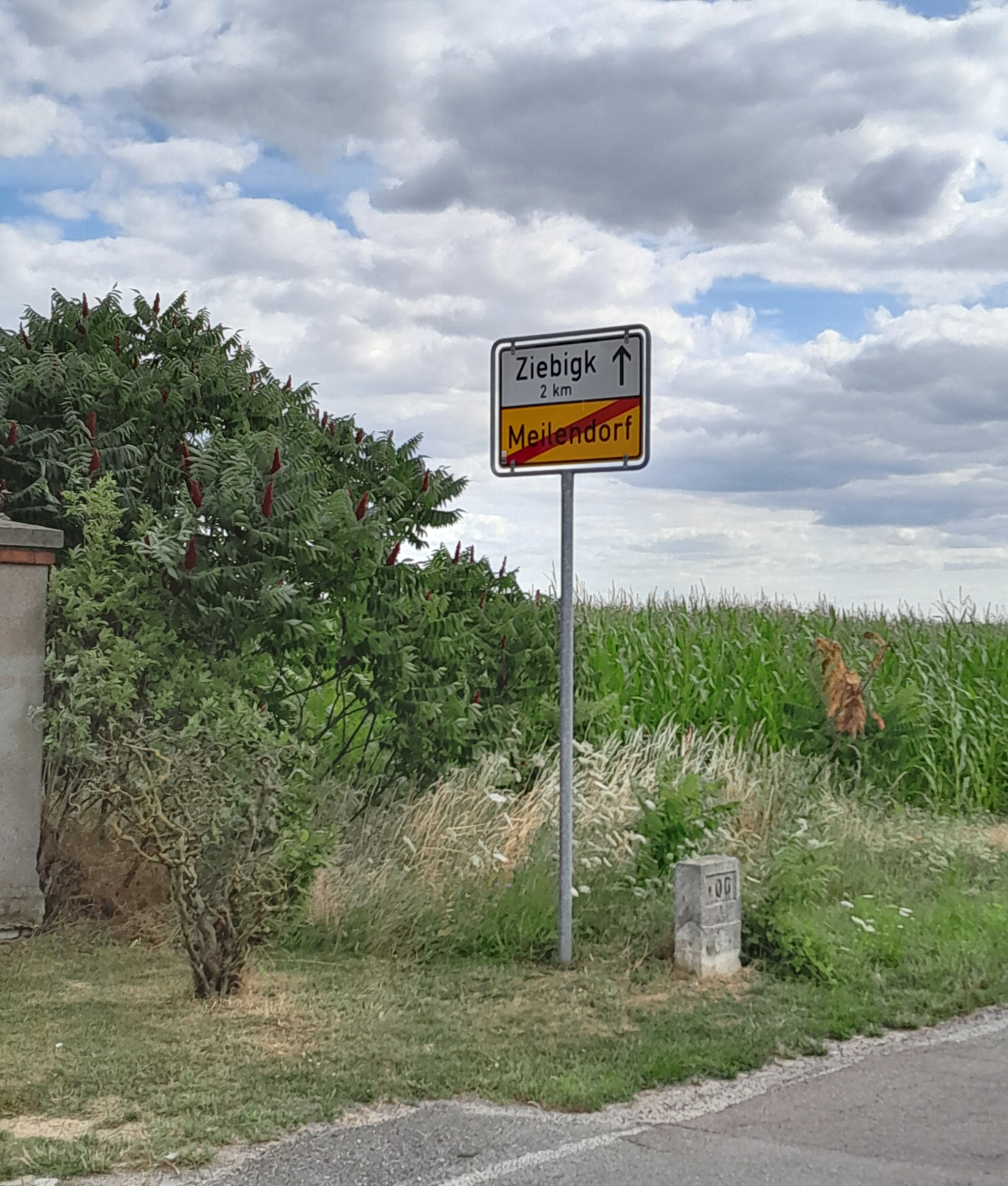
Dorpsuitgang